# Подмножество
В математиката, множеството A е подмножество на множеството B (или B е надмножество на A), ако всички елементи на A са също и елементи на B. Това означава също, че всяко множество е подмножество на самото себе си.
Връзката на подмножеството определя частична подредба. Подмножествата на дадено множество образуват булева алгебра чрез тази връзка, в която могат да се изразяват сечение и обединение.

## Определение
Ако A и B са множества и всеки елемент от A е също и елемент от B, тогава
- A е подмножество на B, обозначавано с {\displaystyle A\subseteq B,} или еквивалентно
- B е надмножество на A, обозначавано с {\displaystyle B\supseteq A}.

Ако A е подмножество на B, но A не е равно на B (тоест съществува поне един елемент на B, който не е елемент на A), тогава
- A е собствено (или строго) подмножество на B, обозначавано с {\displaystyle A\subsetneq B,} или еквивалентно
- B е собствено (или строго) надмножество of A, обозначавано с {\displaystyle B\supsetneq A}.

За всяко множество S, връзката на инклузия ⊆ е частична подредба върху множеството {\displaystyle {\mathcal {P}}(S)} от всички подмножества на S, определени от {\displaystyle A\leq B\iff A\subseteq B}. Възможно е и частичната подредба на {\displaystyle {\mathcal {P}}(S)} чрез обратна инклузия, определяйки {\displaystyle A\leq B\iff B\subseteq A}.
Когато се изразява количествено, A ⊆ B се представя като ∀x(x ∈ A → x ∈ B).

## Свойства
- Множеството A е подмножество на B тогава и само тогава, когато тяхното пресичане е равно на A.

Формално:
{\displaystyle A\subseteq B\Leftrightarrow A\cap B=A.}
- Множеството A е подмножество на B тогава и само тогава, когато тяхното обединение е равно на B.

Формално:
{\displaystyle A\subseteq B\Leftrightarrow A\cup B=B.}
- Крайното множество A е подмножество на B тогава и само тогава, когато кардиналността на тяхното пресичане е равна на кардиналността на A.

Формално:
{\displaystyle A\subseteq B\Leftrightarrow |A\cap B|=|A|.}